# Crozzon di Brenta
Der Crozzon di Brenta (ital.: croz, steiler Felsen; lokal auch Castello di Brenta genannt) ist mit 3135 m s.l.m. der dritthöchste Gipfel der Brentagruppe in den südlichen Kalkalpen in der italienischen Provinz Trient. Der Crozzon ist ein mächtiger Felsberg, dessen etwa 900 Meter hohe Nordostwand sich fast senkrecht über das nördlich gelegene Val Brenta (Brentatal) erhebt und ihm dadurch eine große geografische Dominanz gegenüber der Umgebung verleiht. Durch seine imposante Erscheinung, der leichten Erreichbarkeit und den attraktiven Routen ist er ein beliebtes Ziel für Bergsteiger und Kletterer. Zuerst bestiegen wurde der Crozzon am 8. August 1884 von dem Leipziger Professor Karl Schulz und dem Bergführer Matteo Nicolussi aus Molveno von Süden über die Cima Tosa.

## Geologie
Der Crozzon gehört zum südlichen zentralen Teil der Brenta, deren formgebendes Gestein, der äußerst harte Dolomia Principale, hier in einer Mächtigkeit von etwa 1000 Metern ansteht. Bei der Alpidischen Gebirgsbildung wurde das Sedimentgestein nicht wie beim Kalkstein oder Schiefer aufgewölbt, sondern gebrochen, was dem Gebiet den schroffen Charakter mit seinen senkrechten Türmen und massiven Felswänden verlieh. Die Gesteinsformation weist etwa 40 bis 50 Meter dicke Lagen aus verschiedenem Dolomitgestein auf, das durch unterschiedliche Verwitterung die waagerechten oder leicht schrägen markanten Bänder bildet. Diese Bänder machten durch ihre Begehbarkeit die touristische Erschließung der Brenta im 19. Jahrhundert erst möglich.

## Umgebung
Der Crozzon ist nach der Cima Brenta und Cima Tosa der dritthöchste Gipfel der Brenta. Die ehemals ganzjährig firnbedeckte Cima Tosa, mit ihrer Höhe von 3136 Metern, liegt südlich im zerklüfteten Gratverlauf. Im Westen erstreckt sich der kleine Gletscher Vedretta Camosci, im Osten die berühmte Tosarinne (auch Canalone Neri genannt), eine bis 50° geneigte und 900 Meter hohe Eisrinne zwischen den Wänden der Cima Tosa und des Crozzon. Weitere benachbarte Berge sind im Osten die Cima Margherita mit 2845 Metern Höhe und die 2960 Meter hohe Cima Brenta Alta. Im Westen liegen die 2880 Meter hohe Cima Fracinglo II (auch Cima di Val Stretta genannt), die Cima Nardis (2623 m) und einige weitere, eher unbedeutende Gipfel mit Höhen bis zu 2600 Metern. Nach Norden fällt das Gebiet nahezu senkrecht ab ins Val Brenta, nach Osten zum Lago di Molveno (Wasserspiegel auf 800 Metern), und nach Westen hin verläuft das Gelände hinunter ins Val d’Agola. Nächstgelegene Ortschaften sind im Nordwesten das etwa 8,5 Kilometer Luftlinie entfernte Madonna di Campiglio im Campigliotal, das 7,5 km entfernte Molveno im Osten und gut 9 km im Süden, San Lorenzo in Banale.

## Besteigungsgeschichte
Im Gegensatz zur Cima Tosa galt der Crozzon wegen seiner schroffen und abweisenden Steilheit lange Zeit als unbesteigbar. Julius von Payer beschrieb ihn 1864 als wahren Felsthurm von nie gesehener Grossartigkeit. Douglas William Freshfield, der 1873 auf dem Gipfel der Cima Tosa stand, notierte: Sein Gipfel mag eines Tages erreicht werden, aber es ist eine Kluft zu überschreiten, und das Matterhorn hat keine furchtbareren Abstürze (diese Kluft oberhalb der Tosarinne wird heute in der Literatur mit dem Schwierigkeitsgrad UIAA II angegeben, das aber in großer Ausgesetztheit). Noch 1882 galt bei den italienischen Alpinisten Alberto de Falkner und Annibale Apollonio die Stelle als unersteiglich. Einen ersten Versuch, den Crozzon zu erreichen, unternahmen am 16. Juli 1882 der Bergführer Matteo Nicolussi mit dem österreichischen Geografen Oskar Baumann, sie scheiterten jedoch an einem Felszahn kurz unterhalb des Hauptgipfels. Am 19. Juli versuchten Edward Theodore Compton mit Alberto de Falkner, geführt von Dallagiacoma und dem später dazugekommenen Nicolussi, den Crozzon zu besteigen, ohne die Cima Tosa zu berühren. Sie kamen von Nordwesten über die Vedretta Camosci und kletterten durch einen finsteren Eiskamin. Dallagiacoma schlug mit dem Eispickel Stufen über Stufen, und Compton bemerkte: Wir waren froh, endlich aus der eisigen Bahn an den warmen Felsen zu treten, zumal schon mehrmals Steine und Eiszapfen an uns vorbeigesaust waren. Aber sie erreichten nur den drei Tage vorher von Oskar Baumann aufgeschichteten Steinmann. Nach 12 Stunden mussten auch sie an der gleichen Stelle umkehren, der Felszacken war auch für sie unüberwindlich. Erst zwei Jahre später, am 2. August 1884, sollte ein weiterer Versuch unternommen werden. Auf der Tosahütte trafen der Leipziger Wissenschaftler Karl Schulz mit Matteo Nicolussi sowie die Italiener de Falkner und Pigozzi mit ihren Bergführern Antonio Dallagiacoma und Ferrari zusammen. Beide Gruppen hatten die Absicht den Crozzon zu besteigen, man einigte sich und beschloss, in einem Zelt unterhalb des Camosci-Gletschers zu übernachten. Am 3. August brach man um 5 U. 15 auf, verfolgte die gleiche Route wie Nicolussi bereits 1882 und erreichte ungefähr die Stelle, an der alle vorhergegangenen Versuche gescheitert waren, Pigozzi musste bereits früher zurückbleiben. Ferrari, Schulz und Nicolussi wollten weiter die nun folgende steile Wand überwinden, als der auf dem Plateau zurückgebliebene de Falkner mit dem Hinweis auf die fortgeschrittene Zeit, und der Tatsache, dass man mit dem ermüdeten Pigozzi nicht mehr rechtzeitig würde absteigen können, besser umkehren sollte. Karl Schulz schreibt: In etwas gestörter Harmonie ging man über die Tosa zur Schutzhütte zurück. Die Gruppe war 15 Stunden unterwegs. Am 8. August war es dann soweit. Schulz und Nicolussi brachen ohne den erwarteten, aber nicht erschienenen de Falkner um 4 Uhr morgens auf (später stellte sich heraus, dass de Falkner die Erstbesteigung des Crozzon einer anderen, für den 9. August angemeldeten, Gruppe ermöglichen wollte). Diesmal überschritten sie die Cima Tosa und standen um 7 U. 35 oberhalb der Tosarinne. Dann überwanden sie die vorgelagerten Felszacken des Crozzon. Um 10 Uhr erreichten sie das Gipfelplateau.

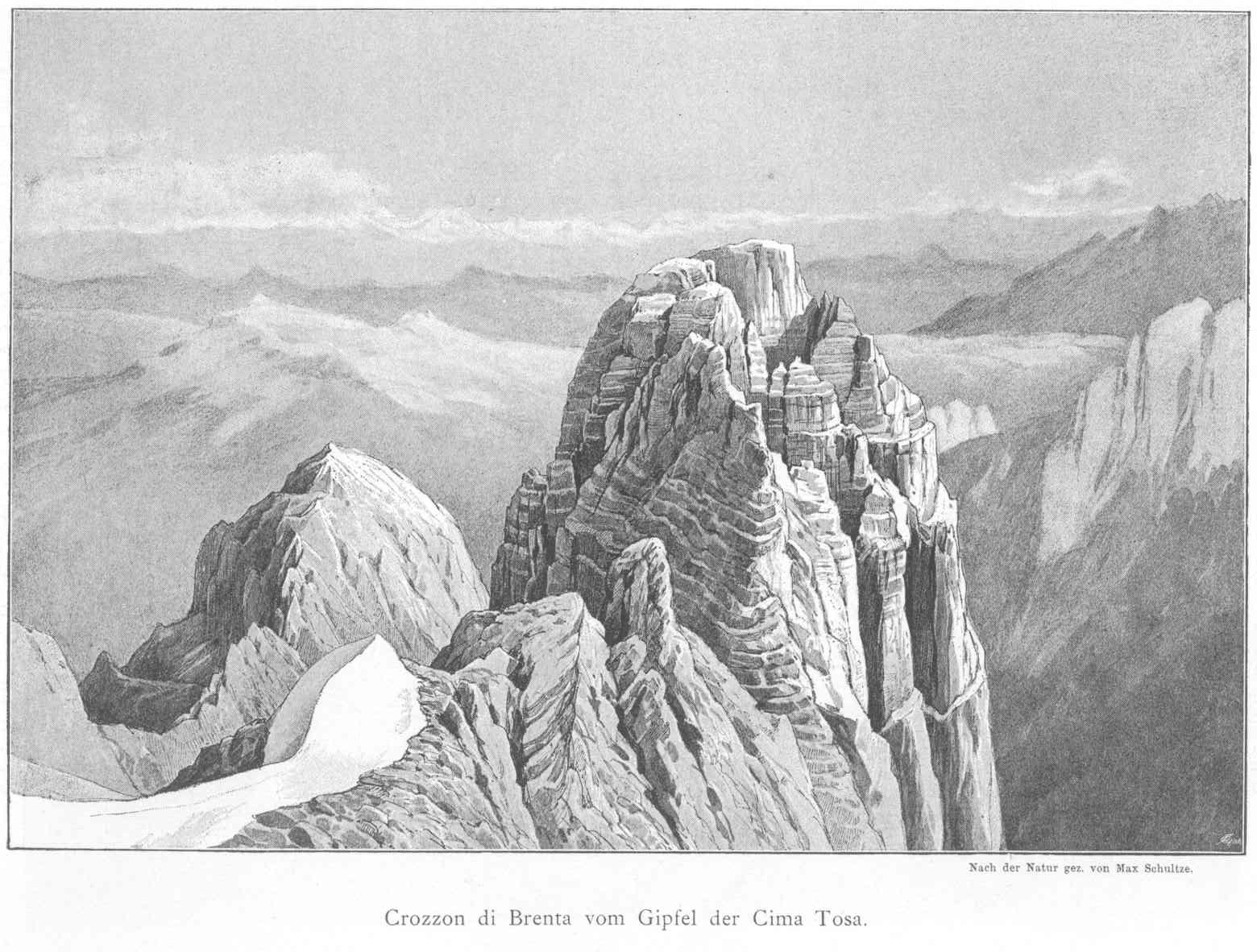
Von der Cima Tosa aus gesehen, historische Abbildung aus den 1890er Jahren

In den Wochen danach wurde diese Überschreitung, aber auch der direkte Aufstieg über den Camosci-Gletscher, immer unter der Führung von M. Nicolussi, mehrmals wiederholt. In den 1890er Jahren übernahm dann sein jüngerer Bruder Bonifacio die Führung auf den Crozzon.

## Stützpunkte und Routen
Der Weg der Erstbesteiger auf den Crozzon von 1884 ist auch heute noch der Normalweg, der leichteste Anstieg. Zunächst muss die Cima Tosa bezwungen werden, die vom Rifugio Tosa e „T. Pedrotti“ auf 2496 Metern Höhe in einer Gehzeit von etwa 2 Stunden im Schwierigkeitsgrad UIAA I und II erreicht werden kann. Die Überschreitung zum Crozzon dauert, laut Literatur, zusätzlich 1 bis 2 Stunden im sehr ausgesetzten Grad UIAA II. Auf dem Gipfel des Crozzon befindet sich eine Biwakschachtel, das Bivacco Crozzon – „Ettore Castiglioni“, für vier Personen. Weitere Stützpunkte sind das südlich gelegene Rifugio Silvio Agostini (2410 m), sowie im Südwesten das Rifugio XII Apostoli, 2489 Meter hoch gelegen.
Seit 1911 wurden auch ernsthafte Kletterrouten durch die massiven, fast senkrechten Wände, wie beispielsweise die Preußroute, benannt nach Paul Preuß, durch die Nordostwand im heutigen UIAA-Grad IV+ eröffnet. In den 1930er Jahren kamen schwerere Klettereien dazu, wie die Via delle Guide im UIAA-Grad V+. 1965 wurde durch die Ostwand die Livanosroute eröffnet (Schlüsselstelle UIAA VI-) und der Steinkötteranstieg am Franzosenpfeiler, UIAA VI-. 1980 kam schließlich noch die New Line im UIAA-Grad V+ dazu.
Die Tosarinne wurde zuerst am 21. Juli 1929 im Alleingang von Vergilio Neri durchstiegen und erhielt daraufhin den Namen Canalone Neri.